# Hyde Park (Vermont)
Hyde Park ist eine Town im Lamoille County des Bundesstaates Vermont in den Vereinigten Staaten mit 3020 Einwohnern (laut Volkszählung von 2020). Es ist das Verwaltungszentrum (Shire Town) des Countys.

## Geografie

### Geografische Lage
Hyde Park liegt im mittleren Osten des Lamoille Countys, in einem rauen Gebirgsteil der Green Mountains, nicht weit von der Grenze zum Orleans County. Der Lamoille River fließt entlang der südwestlichen Grenze und seine Zuflüsse durchziehen die Town. Im Nordosten liegt das Green River Reservoir im Green River Reservoir State Park. Das Gebiet der Town ist wenig hügelig, nur rund um das Green River Reservoir finden sich einige Erhebungen, die höchste ist der westlich des Reservoirs liegende 573 m hohe McKinstry Hill.

### Nachbargemeinden
Alle Entfernungen sind als Luftlinien zwischen den offiziellen Koordinaten der Orte aus der Volkszählung 2010 angegeben.
- Norden: Eden, 14,0 km
- Nordosten: Craftsbury, 20,0 km
- Südostenen: Wolcott, 12,3 km
- Süden: Morristown, 4,5 km
- Westen: Johnson, 13,6 km

### Stadtgliederung
Die Hauptsiedlung in der Town Hyde Park ist das Village Hyde Park. Zudem gibt es die Ansiedlungen Centerville und Garfield.

### Klima
Die mittlere Durchschnittstemperatur in Hyde Park liegt zwischen −11,7 °C (11 °Fahrenheit) im Januar und 18,3 °C (65 °Fahrenheit) im Juli. Damit ist der Ort gegenüber dem langjährigen Mittel der USA um etwa 9 Grad kühler. Die Schneefälle zwischen Mitte Oktober und Mitte Mai liegen mit mehr als zwei Metern etwa doppelt so hoch wie die mittlere Schneehöhe in den USA. Die tägliche Sonnenscheindauer liegt am unteren Rand des Wertespektrums der USA, zwischen September und Mitte Dezember sogar deutlich darunter.

## Geschichte

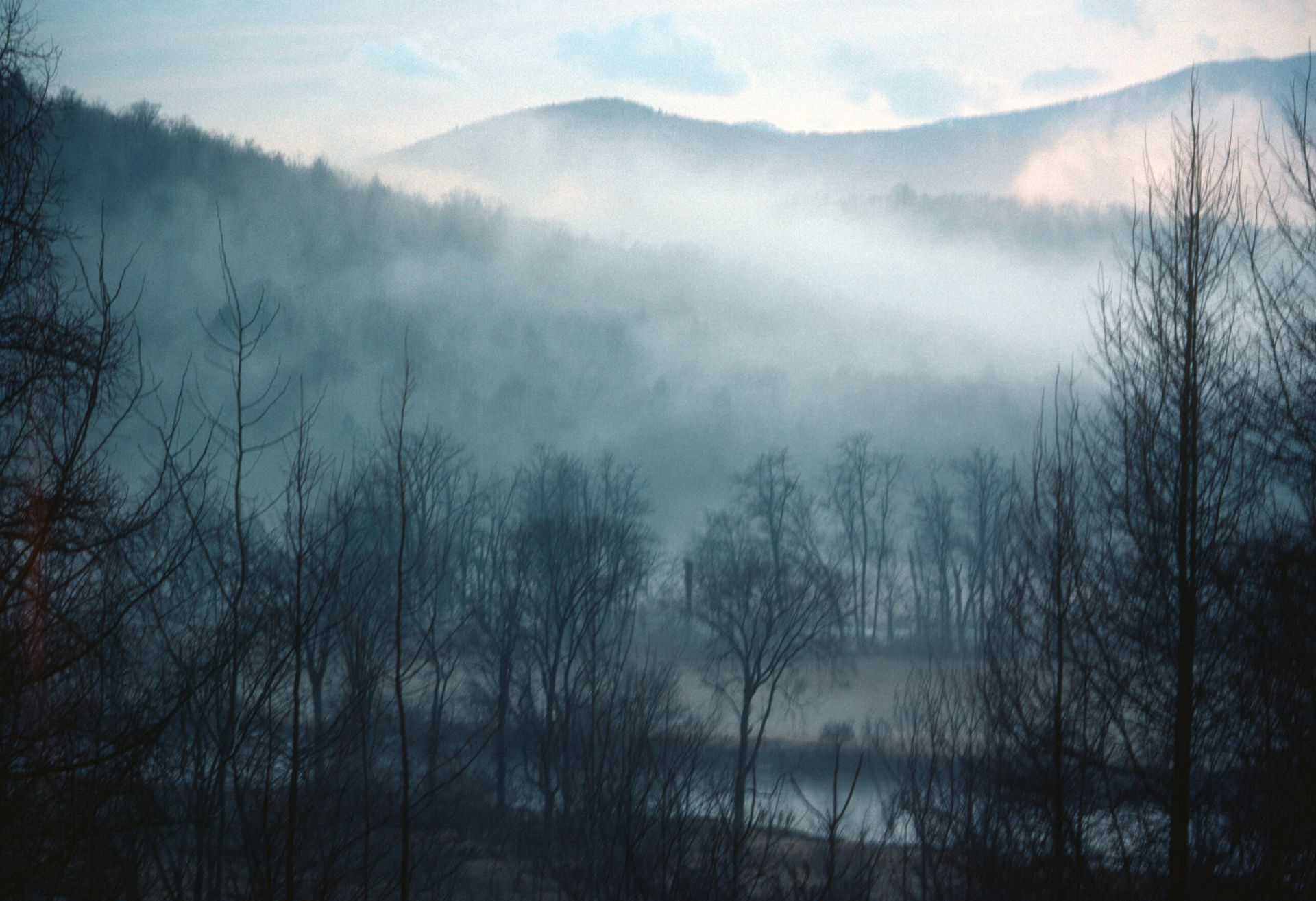
Nebel über dem Lamoille River Valley in Hyde Park, Vermont

Der Grant für Hyde Park wurde am 6. November 1780 an Jedediah Hyde und 65 weitere Siedler durch Gouverneur Thomas Chittenden vergeben und auch nach ihm benannt. Hyde, wie auch einige andere vom Grant Begünstigte, waren Veteranen des Amerikanischen Unabhängigkeitskriegs, zudem Verwandte oder Freunde von Jedediah Hyde. Festgesetzt wurde das am 27. August 1781. Die Besiedlung startete 1787. Einer der ersten Siedler, der mit seiner Familie nach Hyde Park zog, war John McDaniel. Im selben Jahr zog eine weitere Familie nach Hyde Park, welches noch völlig unerschlossen und ohne Straßen oder Wege war. Jedediah Hyde zog ein Jahr später zu und die konstituierende Versammlung der Town fand 1791 statt.
Zum Zeitpunkt der Vergabe des Grants gehörte Hyde Park zum Chittendden County, danach wechselte die County Zugehörigkeit oft. Hyde Park war in Folge Teil des Rutland Countys, Addision Countys, Orleans Countys und seit 1835 schließlich gehört Hyde Park zum Lamoille County. Zur Shire Town wurde Hyde Park nach einer Rede von Joshua Sawyer vor der General Assembly im Jahr 1835, bei der es sich gegen Johnson und Morrisville durchsetzen konnte.
In der Town entstanden die benötigten Gebäude. Das Hyde Park Opera House wurde als Town Hall für die Shire Town des Lamoille Countys errichtet. Sie zeichnet sich zudem durch eine hervorragende Akustik aus. Ein Court House und eine Town Hall für die Aufgaben der Town und des Countys wurden zusätzlich gebaut.

### Einwohnerentwicklung
| Volkszählungsergebnisse – Town of Hyde Park, Vermont | Volkszählungsergebnisse – Town of Hyde Park, Vermont | Volkszählungsergebnisse – Town of Hyde Park, Vermont | Volkszählungsergebnisse – Town of Hyde Park, Vermont | Volkszählungsergebnisse – Town of Hyde Park, Vermont | Volkszählungsergebnisse – Town of Hyde Park, Vermont | Volkszählungsergebnisse – Town of Hyde Park, Vermont | Volkszählungsergebnisse – Town of Hyde Park, Vermont | Volkszählungsergebnisse – Town of Hyde Park, Vermont | Volkszählungsergebnisse – Town of Hyde Park, Vermont | Volkszählungsergebnisse – Town of Hyde Park, Vermont |
| Jahr                                                 | 1700                                                 | 1710                                                 | 1720                                                 | 1730                                                 | 1740                                                 | 1750                                                 | 1760                                                 | 1770                                                 | 1780                                                 | 1790                                                 |
| ---------------------------------------------------- | ---------------------------------------------------- | ---------------------------------------------------- | ---------------------------------------------------- | ---------------------------------------------------- | ---------------------------------------------------- | ---------------------------------------------------- | ---------------------------------------------------- | ---------------------------------------------------- | ---------------------------------------------------- | ---------------------------------------------------- |
| Einwohner                                            |                                                      |                                                      |                                                      |                                                      |                                                      |                                                      |                                                      |                                                      |                                                      | 43                                                   |
| Jahr                                                 | 1800                                                 | 1810                                                 | 1820                                                 | 1830                                                 | 1840                                                 | 1850                                                 | 1860                                                 | 1870                                                 | 1880                                                 | 1890                                                 |
| Einwohner                                            | 110                                                  | 261                                                  | 373                                                  | 823                                                  | 1080                                                 | 1107                                                 | 1409                                                 | 1624                                                 | 1715                                                 | 1633                                                 |
| Jahr                                                 | 1900                                                 | 1910                                                 | 1920                                                 | 1930                                                 | 1940                                                 | 1950                                                 | 1960                                                 | 1970                                                 | 1980                                                 | 1990                                                 |
| Einwohner                                            | 1472                                                 | 1453                                                 | 1323                                                 | 1165                                                 | 1178                                                 | 1291                                                 | 1219                                                 | 1347                                                 | 2021                                                 | 2344                                                 |
| Jahr                                                 | 2000                                                 | 2010                                                 | 2020                                                 | 2030                                                 | 2040                                                 | 2050                                                 | 2060                                                 | 2070                                                 | 2080                                                 | 2090                                                 |
| Einwohner                                            | 2847                                                 | 2954                                                 | 3020                                                 |                                                      |                                                      |                                                      |                                                      |                                                      |                                                      |                                                      |

## Wirtschaft und Infrastruktur

### Verkehr
Die  Vermont Route 100 verläuft in nordsüdlicher Richtung durch den westlichen Teil der Town, von Eden im Norden nach Morrisville im Süden. Durch den Südwesten, entlang des Lamoille Rivers, verläuft die Vermont Route 15. Es gibt keine Bahnstation in Hyde Park. Die nächsten Amtrak Stationen befinden sich in Waterbury.

### Öffentliche Einrichtungen
Es gibt kein Krankenhaus in Hyde Park. Das nächstgelegene Hospital ist das Copley Hospital in Morrisville.

### Bildung

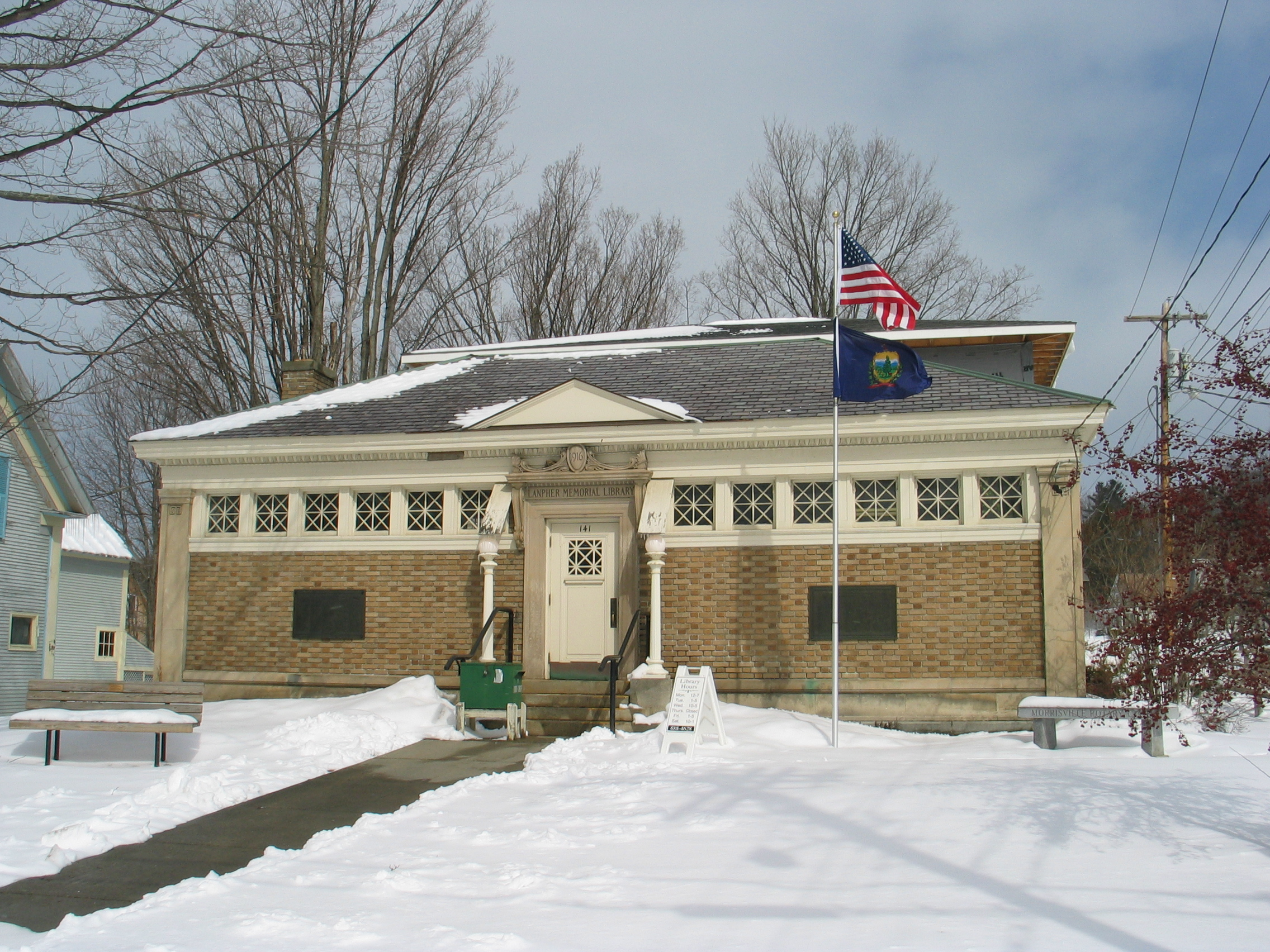
Lanpher Memorial Library

Hyde Park gehört mit Cambridge, Eden, Johnson und Waterville zum  Lamoille North Supervisory Union.
Die Hyde Park Elementary School ist eine Grundschule in Hyde Park, die von etwa 250 Schülerinnen und Schülern besucht wird. Sie bietet Klassen von Pre-Kindergarten bis zum sechsten Schuljahr.
Als weiterführende Schulen sind in Hyde Park die Lamoille Union Middle School und die Lamoille Union High School beheimatet.
Die Lanpher Memorial Library befindet sich an der Main Street in Hyde Park Village. Sie wurde im Jahr 1895 gegründet und geht auf den Beschluss von 1894 zurück, in dem allen Towns ohne öffentliche Bibliothek staatliche Hilfe für den Aufbau einer Bibliothek ermöglicht werden sollte. Ein Jahr später wurde die Bibliothek der Town mit der Bibliothek der Schule zusammengelegt. Durch eine Spende von Loomis H. Lanpher, einem wohlhabenden Farmer, konnte im Jahr 1913 ein eigenes Gebäude errichtet werden, welches im Jahr 1916 fertig gestellt wurde.

## Persönlichkeiten

### Söhne und Töchter der Stadt
- Anson Safford (1830–1891), Politiker, Gouverneur des Arizona-Territoriums
- Mary Jane Safford (1834–1891), Krankenschwester, Ärztin und Hochschulprofessorin

### Persönlichkeiten, die vor Ort gewirkt haben
- Roger W. Hulburd (1856–1944), Anwalt, Politiker und Vizegouverneur von Vermont
- Carroll Smalley Page (1843–1925), Politiker, Gouverneur von Vermont